# Ryan Shannon
Pour les articles homonymes, voir Shannon.
Ryan Shannon (né le 2 mars 1983 à Darien, Connecticut aux États-Unis) est un joueur professionnel américain de hockey sur glace.

## Biographie

### Carrière en club
Après quatre saisons passées avec les Eagles de Boston College, il signe un premier contrat professionnel avec les Ducks d'Anaheim en 2005. En cours de saison 2006-2007, il joue ses premières parties dans la Ligue nationale de hockey, récoltant 11 points en 53 parties. Il participe aussi à 11 parties lors des séries éliminatoires, année où les l'équipe 2006-2007 des Ducks mirent la main sur leur première conquête de la Coupe Stanley.
Il est ensuite échangé aux Canucks de Vancouver où il joue brièvement lors de la saison 2007-2008. Depuis septembre 2008, il évolue dans l'organisation des Sénateurs d'Ottawa.
Le 7 juillet 2011, il signe un contrat d'un an avec le Lightning de Tampa Bay.

### Carrière internationale
Il représente les États-Unis au niveau international.

## Statistiques

### En club
| Saison     | Équipe                     | Ligue      |     | Saison régulière | Saison régulière | Saison régulière | Saison régulière | Saison régulière |    | Séries éliminatoires | Séries éliminatoires | Séries éliminatoires | Séries éliminatoires | Séries éliminatoires |
| Saison     | Équipe                     | Ligue      | PJ  | B                | A                | Pts              | Pun              | PJ               | B  | A                    | Pts                  | Pun                  |                      |                      |
| 2001-2002  | Eagles de Boston College   | NCAA       | 38  | 8                | 17               | 25               | 12               | -                | -  | -                    | -                    | -                    |                      |                      |
| 2002-2003  | Eagles de Boston College   | NCAA       | 36  | 14               | 24               | 38               | 4                | -                | -  | -                    | -                    | -                    |                      |                      |
| 2003-2004  | Eagles de Boston College   | NCAA       | 42  | 15               | 27               | 42               | 22               | -                | -  | -                    | -                    | -                    |                      |                      |
| 2004-2005  | Eagles de Boston College   | NCAA       | 38  | 14               | 31               | 45               | 22               | -                | -  | -                    | -                    | -                    |                      |                      |
| 2004-2005  | Mighty Ducks de Cincinnati | LAH        | 4   | 1                | 0                | 1                | 2                | -                | -  | -                    | -                    | -                    |                      |                      |
| 2005-2006  | Pirates de Portland        | LAH        | 71  | 27               | 59               | 86               | 44               | 19               | 11 | 11                   | 22                   | 8                    |                      |                      |
| 2006-2007  | Pirates de Portland        | LAH        | 14  | 2                | 7                | 9                | 12               | -                | -  | -                    | -                    | -                    |                      |                      |
| 2006-2007  | Ducks d'Anaheim            | LNH        | 53  | 2                | 9                | 11               | 10               | 11               | 0  | 0                    | 0                    | 6                    |                      |                      |
| 2007-2008  | Moose du Manitoba          | LAH        | 13  | 1                | 7                | 8                | 10               | -                | -  | -                    | -                    | -                    |                      |                      |
| 2007-2008  | Canucks de Vancouver       | LNH        | 27  | 5                | 8                | 13               | 24               | -                | -  | -                    | -                    | -                    |                      |                      |
| 2008-2009  | Senators de Binghamton     | LAH        | 36  | 10               | 25               | 35               | 16               | -                | -  | -                    | -                    | -                    |                      |                      |
| 2008-2009  | Sénateurs d'Ottawa         | LNH        | 35  | 8                | 12               | 20               | 2                | -                | -  | -                    | -                    | -                    |                      |                      |
| 2009-2010  | Sénateurs d'Ottawa         | LNH        | 66  | 5                | 11               | 16               | 20               | 2                | 0  | 0                    | 0                    | 0                    |                      |                      |
| 2010-2011  | Sénateurs d'Ottawa         | LNH        | 79  | 11               | 16               | 27               | 26               | -                | -  | -                    | -                    | -                    |                      |                      |
| 2011-2012  | Lightning de Tampa Bay     | LNH        | 45  | 4                | 8                | 12               | 10               | -                | -  | -                    | -                    | -                    |                      |                      |
| 2012-2013  | ZSC Lions                  | LNA        | 42  | 12               | 22               | 34               | 26               | 12               | 2  | 5                    | 7                    | 2                    |                      |                      |
| 2013-2014  | ZSC Lions                  | LNA        | 49  | 7                | 23               | 30               | 24               | 18               | 5  | 7                    | 12                   | 2                    |                      |                      |
| 2014-2015  | ZSC Lions                  | LNA        | 49  | 10               | 25               | 35               | 18               | 18               | 5  | 4                    | 9                    | 6                    |                      |                      |
| 2015-2016  | ZSC Lions                  | LNA        | 42  | 9                | 26               | 35               | 6                | 3                | 1  | 0                    | 1                    | 0                    |                      |                      |
| 2016-2017  | ZSC Lions                  | LNA        | 40  | 8                | 15               | 23               | 10               | 6                | 0  | 1                    | 1                    | 0                    |                      |                      |
| Totaux LNH | Totaux LNH                 | Totaux LNH | 305 | 35               | 64               | 99               | 90               | 13               | 0  | 0                    | 0                    | 6                    |                      |                      |

## Trophées et honneurs personnels
- Hockey East
  - 2004 : nommé dans 1re équipe d'étoiles
- National Collegiate Athletic Association
  - 2004 : nommé dans l'équipe américaine des étoiles de l'est
- Ligue américaine de hockey
  - 2006 : nommé dans l'équipe d'étoiles des recrues
- Ligue nationale de hockey
  - 2007 : remporte la Coupe Stanley avec les Ducks d'Anaheim

## Transactions en carrière
- 28 novembre 2005 : signe un contrat comme agent libre avec les Mighty Ducks d'Anaheim.
- 23 juin 2007 : échangé aux Canucks de Vancouver par les Ducks d'Anaheim en retour de Jason Krog et de considérations futures.
- 2 septembre 2008 : échangé aux Sénateurs d'Ottawa par les Canucks de Vancouver en retour de Lawrence Nycholat.
- 7 juillet 2011 : signe en tant qu'agent libre avec le Lightning de Tampa Bay